# شوزا
شوزا (به ژاپنی: 朱座 Shuza)، انحصار رسمی شوگون‌سالاری توکوگاوا یا صنف شنگرف/سینابار (زا) بود. که در سال ۱۶۰۹ ایجاد شد.
در ابتدا، شوگون‌سالاری توکوگاوا به تضمین ارزش ثابت سکه‌های ضرب‌شده علاقه‌مند بود؛ و این منجر به نیاز محسوس به توجه به عرضه سینابار شد.
این عنوان «باکوفو» یک آژانس نظارتی را با مسئولیت نظارت بر جابجایی و تجارت سینابار و نظارت بر تمام فعالیت‌های استخراج و استخراج سینابار در ژاپن مشخص می‌کند.